# Вулиця Дмитрієвського (станція метро)
55°42′36″ пн. ш. 37°52′45″ сх. д. / 55.71000° пн. ш. 37.87917° сх. д.
«Вулиця Дмитрієвського» (рос. Улица Дмитриевского) — станція Некрасовської лінії Московського метрополітену відкрита 3 червня 2019 року. Розташована між станціями «Косино» та «Лухмановська» у районі Косино-Ухтомський. Названа за однойменною вулицею.

## Технічна характеристика
Конструкція станції — колонна двопрогінна мілкого закладення з однією острівною платформою.

## Колійний розвиток
Станція без колійного розвитку.

## Оздоблення
Оформлення має відсилання до місячної дороги, основними кольорами в оздобленні станції є сірий, бежевий і світло-коричневий. Підлога платформи і вестибюля покрито жовтим і чорним гранітом, що складаються в геометричний орнамент. Колійні стіни оздоблені металлокерамическими панелями смарагдового кольору. Центральна частина стелі станції має відбивну поверхню, колони обладнані підсвічуванням. Над коліями розташовані вентиляційні канали, в які ближче до краю платформи вмонтовані світлодіоди.